# Elektrolit trójjonowy
Elektrolit trójjonowy – rodzaj elektrolitu, którego cząsteczka w wyniku dysocjacji elektrolitycznej rozpada się na trzy jony, dwa kationy i jeden anion lub dwa aniony i jeden kation, np.:
Mg(NO3)2 ⇌ Mg2+ + 2NO3−
Na2S ⇌ 2Na+ + S2−
H2SO4 ⇌ 2H+ + SO42−